# Shanghai Co-operation Organisation
Shanghai Co-operation Organisation, SCO, är en eurasisk politisk, ekonomisk, internationell säkerhets- och försvarsorganisation. Det är världens största regionala organisation vad gäller geografisk omfattning och befolkning, och täcker cirka 60 % av Eurasiens yta, 40 % av världens befolkning. Dess sammanlagda BNP är cirka 20 % av den globala BNP.
SCO har sagt sig vilja motverka frihetsrörelser, terrorism liksom religiös fundamentalism inom sina gränser. Därtill har medlemsländerna sagt att man ska motsätta sig interventioner i andra länder som ursäktas som humanitära interventioner eller som försvarare av mänskliga rättigheter, istället ska medlemsländerna värna om varandras självständighet, sociala stabilitet liksom territoriella integritet.
År 2001 inkluderades Uzbekistan och organisationen går därefter under namnet SCO. År 2004 fick Mongoliet som första stat medlemskap som observationsstat. Iran har också uttryckt önskemål om fullt medlemskap och nekades till det men fick istället tillsammans med Indien och Pakistan observationsstatus år 2005. År 2017 anslöt sig Indien och Pakistan som medlemmar i SCO.
Enligt slutdeklarationerna från SCOs 18:de toppmöte i Qingdao, Kina, 9-10 juni 2018 stöder SCO frihandel och FN:s program för en hållbar utveckling. SCO vill upprätta en kärnvapenfri zon i centrala Asien och hoppas att  relationerna mellan Indien och Pakistan kommer att förbättras genom ländernas medlemskap i organisationen. SCO betonar vikten av globalt samarbete mot terrorism, drogmissbruk och droghandel. Beträffande läget i Ukraina kräver SCO uppslutning bakom Minsk 2-avtalet. SCO ger sitt stöd till FN-resolutionen 2254 för ett självständigt Syrien med bevarad territoriell integritet. Deltagarländerna i Qingdaokonferensen, med undantag av Indien, sade sig stödja det kinesiska BRI-initiativet ("Nya Sidenvägen").